# Rejodadi (Buay Madang Timur)
Rejodadi is een bestuurslaag in het regentschap Ogan Komering Ulu van de provincie Zuid-Sumatra, Indonesië. Rejodadi telt 1680 inwoners (volkstelling 2010).